# Thành trì Bludov

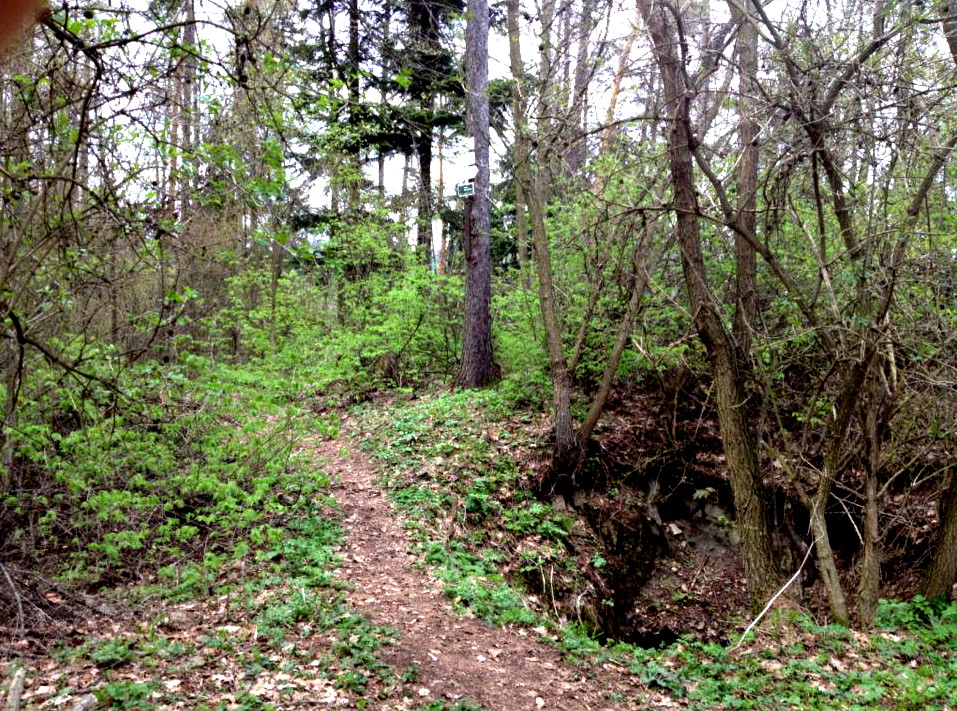
Tàn tích của căn hầm

Thành trì Bludov (tiếng Séc: Bludovský hrad) là phế tích của một thành trì thời Trung Cổ có lịch sử lâu đời nhất ở miền bắc Moravia. Công trình nằm trên đồi Na Starém zámku (cao 460m so với mực nước biển), cách thị trấn Bludov 1km về phía bắc và cách thị trấn Šumperk, Olomouc, Cộng hòa Séc 2 km về phía tây. Từ năm 1958, nơi đây được chính quyền Séc xếp hạng di tích văn hóa mặc dù những gì còn sót lại của nó chỉ là dấu tích của nề, mương và thành lũy.

## Lịch sử
Theo các nhà sử học, có nhiều quan điểm khác nhau về nguồn gốc của lâu đài, một số cho rằng thành trì bắt đầu tồn tại từ đầu thế kỷ 13 do hiệp sĩ Bludo đến từ Bludov xây dựng, một số nhà sử học khác cho rằng do hậu duệ của Blud III (1238-1288), người tiền nhiệm của Bá tước Žerotín, xây dựng nên. Tuy nhiên những tài liệu ghi chép lại cho thấy những chủ sở hữu đầu tiên của thành trì là Lãnh chúa từ Lipá, thuộc gia đình quý tộc quyền lực ở vùng Bohemia. Năm 1346, Bludov nhận tòa thành từ lãnh chúa Čeněk của Lipá, thống chế (nejvyšší maršálek) của Bohemia và Moravia. Lãnh chúa của Lipá đã ban tặng tòa thành này cùng với đất đai xung quanh cho các hiệp sĩ để làm thái ấp.
Vào năm 1352, lãnh chúa Čeněk của Lipá do nợ nần nên đã bán thành trì cho John Henry, Phiên hầu tước của Moravia. Sau khi John qua đời vào năm 1375, con trai ông là Phiên hầu tước Prokop đã tiếp quản quyền cai trị nơi này. Dưới thời kì cai trị của các phiên hầu tước, thành trì không ngừng mở rộng xây dựng hệ thống các con hào cùng thành luỹ bao xung quanh thành trì. Về cấu trúc xây dựng của ngôi thành, cổng chính nằm ở phía đông nam, còn ở phía bắc và phía nam có các công sự và các con hào bao quanh, là lá chắn kiên cố chống lại mọi cuộc tấn công từ phía đồi cao. Tương tự, trước mặt phía nam của thành trì có hai buồng bằng gỗ (tên là Trhovice và Bašta) che chắn lâu đài khỏi các cuộc tấn công, pháo kích từ phía nam.
Đầu thế kỉ 14 và 15, diện tích tòa thành dần thu hẹp lại, cho đến năm 1397, Lãnh chúa của Kunštát (tiền thân của Nhà Podiebrad) nắm quyền cai trị nơi đây. Sau đó không lâu, Smil từ Kunštát biến thành trì thành căn cứ quân sự để làm bàn đạp xâm chiếm các khu vực xung quanh. Ngay khi bắt đầu Cách mạng Hussite từ năm 1420 đến năm 1436, hoàng gia nắm quyền kiểm soát tòa thành, đứng đầu là Vua Sigismund của Luxembourg. Đến giữa thế kỷ 15, gia đình quý tộc Moravian, Tunklové của Brníčko mua lại tòa thành. Nhưng do sự trung thành mù quáng của Jiří Tunkl từ Brníčko với Vua George "dị giáo" Hussite của Poděbrady, tất cả các thành trì của ông (bao gồm cả Bludov năm 1471) cùng với các điền trang trở thành đống đổ nát dưới bàn chân của quân đội hoàng gia Hungary do Vua Matthias Corvinus chỉ huy trong thời gian diễn ra Chiến tranh Bohemian – Hungary.
Theo thời gian, tòa thành trở nên hoang tàn và đổ nát, còn điền trang thì do gia đình Žerotín mua lại vào năm 1494. Cho đến thế kỉ 19, người ta sử dụng những vật liệu xây dựng còn sót lại trong đống đổ nát nhằm phục vụ cho quá trình hoàn thành con đường nhựa từ Bludov đến huyện Šumperk, vì vậy sau này chỉ có một số ít cấu trúc của lâu đài như hầm, hào còn tồn tại cho đến ngày nay.